# Chung So-young
Dans ce nom coréen, le nom de famille, Chung, précède le nom personnel.
Pour les articles homonymes, voir Chung.
Chung So-young est une joueuse de badminton sud-coréenne née le 4 mars 1967.
Elle est sacrée championne olympique en double dames avec Lee Yong-dae et vice-championne olympique en double féminin avec Hwang Hye-young en 1992 à Barcelone.